# Melanoplus serrulatus
Melanoplus serrulatus är en insektsart som beskrevs av Morgan Hebard 1937. Melanoplus serrulatus ingår i släktet Melanoplus och familjen gräshoppor. Inga underarter finns listade i Catalogue of Life.